# Éter noladín
Éter noladín, éter de 2-araquidonil-glicerol, éter de noladina o noladina, es un cannabinoide endógeno o endocannabinoide agonista de los receptores CB1 y CB2 y agonista parcial del canal receptor de potencial transitorio V1. Tiene implicaciones en el aumento del apetito por lo que es usado como terapia farmacológica contra la anorexia y otros desórdenes alimentarios. Es el tercer endocannabinoide identificado más recientemente (2001).

## Descubrimiento
Fue descubierto en 2001 en la Universidad Hebrea de Jerusalén, aislado de una porción de cerebro porcino y analizado con un espectrómetro de masas.
Un cerebro porcino (de 100 gramos, aproximadamente un solo cerebro) fue añadido a una mezcla de cloroformo (200 ml) y metanol (200 ml) y fue mezclado en una licuadora durante 2 min. Se añadió agua (200 ml), y el proceso de mezclado continuó durante otro minuto. La mezcla se filtró y se formaron dos capas. La capa de agua-metanol se separó y se evaporó a presión reducida. El residuo obtenido se extrajo con metanol. El proceso anterior se repitió varias veces (de un total de 2,4 kg de cerebro porcino). El extracto obtenido se sometió a cromatografía en una columna de gravedad (cromatografía en columna).